# Tree of Life Web Project
Het Tree of Life Web Project is een internetproject dat informatie geeft over de biodiversiteit en fylogenie van het leven op aarde.
Dit gezamenlijke peer-reviewed project begon in 1995 en is geschreven door biologen van over de hele wereld. De site is sinds 2011 niet meer bijgewerkt, maar de pagina's zijn nog steeds toegankelijk.
De pagina's zijn hiërarchisch met elkaar verbonden in de vorm van de vertakte evolutionaire levensboom, cladistisch georganiseerd. Elke pagina bevat informatie over een bepaalde groep organismen en is georganiseerd volgens een vertakte boomachtige vorm, waardoor hypothetische relaties tussen verschillende groepen organismen worden getoond.
In 2009 liep het project tegen financieringsproblemen aan van de Universiteit van Arizona. De ingediende pagina's en "boomhutten" hadden aanzienlijk meer tijd nodig om te worden goedgekeurd omdat ze werden beoordeeld door een kleine groep vrijwilligers, en blijkbaar rond 2011 stopten alle activiteiten.

## Geschiedenis
Het idee voor dit project begon eind jaren tachtig. David Maddison werkte tijdens zijn promotieonderzoek aan een computerprogramma genaamd MacClade. Dit is een applicatie die inzicht geeft in de fylogenetische bomen van soorten. Hij wilde dit programma uitbreiden met een functie waarmee de gebruiker door fylogenetische bomen kon bladeren en kon inzoomen op andere lagere of hogere taxa.
Daarom was deze associatie niet uniek in een stand-alone applicatie. De onderzoekers kwamen op het idee om de applicatie naar het internet te exporteren en dit werd in 1995 gerealiseerd. Van 1996-2011 hebben meer dan 300 biologen van over de hele wereld taxa-webpagina's toegevoegd aan de fylogenie-browser.

## Kwaliteit
Om de kwaliteit van het ToL-project te waarborgen, heeft het bestuur gebruik gemaakt van peerreviewen. De pagina's die werden beoordeeld werden naar twee of drie onderzoekers gestuurd die gespecialiseerd waren in het specifieke onderwerp.
Het is mogelijk om de persoonlijke pagina van de auteur te bezoeken. Als dit niet toegankelijk is, staat de instelling altijd bij de voetnoot.